# Herbertus mauritianus
Herbertus mauritianus är en bladmossart som beskrevs av N.G.Hodgetts. Herbertus mauritianus ingår i släktet Herbertus och familjen Herbertaceae. Inga underarter finns listade i Catalogue of Life.